# Regina Hall
Regina Hall (12 de desembre de 1970, Washington DC) és una actriu estatunidenca.

## Trajectòria
Va començar la seva carrera a Nova York amb un paper a Loving. També va aparèixer a la sèrie NYPD Blue de la Fox, i a pel·lícules independents com Too Tired to Die i Tears of a Clown.
Es va fer famosa amb el paper de Brenda Meeks a la comèdia Scary Movie, i els papers que interpreta a les pel·lícules solen ser molt diferents de la seva edat real.
Va estar a la seqüela de Scary Movie 2 el 2001, a Scary Movie 3 el 2003 i a Scary Movie 4 el 2006. El seu primer paper va ser el 1997 a la pel·lícula dramàtica The Best Man, de Malcom D. Lee.
El 2001 va interpretar el personatge de Coretta Lipp a la sèrie Ally McBeal.

## Filmografia

### Cinema
| Any  | Títol                    | Paper                        | Notes |
| ---- | ------------------------ | ---------------------------- | ----- |
| 1999 | The Best Man             | Candace "Candy" Sparks       |       |
| 2000 | Love & Basketball        | Lena Wright                  |       |
| 2000 | Scary Movie              | Brenda Meeks                 |       |
| 2001 | Scary Movie 2            | Brenda Meeks                 |       |
| 2002 | The Other Brother        | Vicki                        |       |
| 2002 | Paid in Full             | Keisha                       |       |
| 2003 | Malibu's Most Wanted     | Shondra                      |       |
| 2003 | Scary Movie 3            | Brenda Meeks                 |       |
| 2005 | King's Ransom            | Peaches Clarke               |       |
| 2005 | The Honeymooners         | Trixie Norton                |       |
| 2005 | Six Months Later         | Keri                         |       |
| 2006 | Scary Movie 4            | Brenda Meeks                 |       |
| 2006 | Danika                   | Evelyn                       |       |
| 2006 | The Elder Son            | Susan                        |       |
| 2006 | Last Holiday             | Jackie                       |       |
| 2008 | First Sunday             | Omunique                     |       |
| 2008 | Superhero Movie          | Mrs. Xavier                  |       |
| 2009 | Law Abiding Citizen      | Kelly Rice                   |       |
| 2010 | Death at a Funeral       | Michelle Barnes              |       |
| 2011 | Mardi Gras: Spring Break | Ann Marie                    |       |
| 2012 | Think Like a Man         | Candace Hall                 |       |
| 2013 | The Best Man Holiday     | Candace "Candy" Sparks-Murch |       |
| 2014 | About Last Night         | Joan Derrickson              |       |
| 2014 | Think Like a Man Too     | Candace Hall                 |       |
| 2015 | With This Ring           | Trista Miller                |       |
| 2015 | People Places Things     | Diane                        |       |
| 2015 | Vacation                 | Nancy Peterson               |       |
| 2016 | Barbershop: The Next Cut | Angie                        |       |
| 2016 | When the Bough Breaks    | Laura Taylor                 |       |
| 2017 | Girls Trip               | Ryan                         |       |
| 2017 | Naked                    | Megan Swope                  |       |
| 2018 | The Hate U Give          | Lisa Carter                  |       |
| 2018 | Support the Girls        | Lisa Conroy                  |       |
| 2019 | Shaft                    | Maya Babanikos               |       |
| 2019 | Little                   | Jordan Sanders               |       |
| 2022 | Master                   | Gail Bishop                  |       |

### Televisió
| Any       | Títol                    | Paper                    | Notes                                       |
| --------- | ------------------------ | ------------------------ | ------------------------------------------- |
| 1992      | Loving                   | Desconocido              | Episodi: "13 August 1992"                   |
| 1997      | New York Undercover      | Tammy                    | Episodi: "No Place Like Hell"               |
| 2000      | Disappearing Acts        | Portia                   | Pel·lícula de televisió                     |
| 2000      | NYPD Blue                | Sharice Warner           | Episodi: "Little Abner"                     |
| 2001–2002 | Ally McBeal              | Corretta Lipp            | 25 episodis; Nominada — NAACP Image Awards  |
| 2010–2011 | Law & Order: LA          | Deputy D.A. Evelyn Price | 7 episodis                                  |
| 2013      | Second Generation Wayans | Regina                   | 4 episodis                                  |
| 2014      | Married                  | Roxanne                  | 2 episodis                                  |
| 2015      | With This Ring           | Trista Miller            | Pel·lícula de televisió                     |
| 2016      | Grandfathered            | Catherine Sanders        | Paper recurrent                             |
| 2016      | Black-ish                | Vivian                   | Episodis: "Black Nanny" i "Super Rich Kids" |
| 2017      | Crushed                  | Celia                    | Pel·lícula de televisió                     |